# أفويليت
إنالأفويليت هو معدن من معادن الـنيسوسيليكات مكون من هيدروكسيد الـكالسيوم ويحمل الصيغة Ca3(SiO3OH)2•2H2O، ويوجد على هيئة بلورات زجاجية منشورية أحادية الميل عديمة اللون أو بيضاء. وتتراوح درجة صلابته على مقياس موس بين 3 إلى 4 درجات، كما أنه يوجد كمعدن بديل في التحول التلامسي للـحجر الجيري. ويوجد مترابطًا مع معادن الـأبوفيلليت والـنطروليت والـثوماسايت والـمرونيت والـسبارايت والـجهلينيت والـإترينجايت
والـبورتلاندايت والـهيليبراندايت والـفوشاجايت والـبروسايت والـكالسيت.
وقد تم وصفه لأول مرة عام 1925 حين وُجد في منجم دوتويتسبان بمدينة كيمبرلي، جنوب أفريقيا وسُمي على اسم ألفيوس فولر وليامز (1874-1953)، وهو مسؤول سابق بشركة دي بيرز للألماس.
وعادة ما يتم العثور على الأفويليت في عروق الـسبارايت وينتمي إلى الفئة الفرعية من مجموعة النيسوسيليكات. وهو معدن أحادي الميل، زمرته الفراغية P2 ومجموعة نقاطه 2.

## تشكيل الأفويليت
يُقترح أن الأفويليت يتشكل في العروق المكسورة لمعدن السبارايت. وتُعد معادن الجنايت والأفويليت والـأويلايت والـكالسيت جميعها معادن تتشكل في طبقات داخل عروق السبارايت، ويبدو أن الأفويليت، وكذلك الكالسيت، يتشكل من السوائل المترسبة. وفي الواقع، يُعد الجنايت بديلاً للأفويليت، ولكن كليهما تشكل من سيليكات الكالسيوم من خلال عملية الإماهة. وقد أثبتت الدراسات المعملية أن الأفويليت يتشكل عند درجة حرارة أقل من 200 درجة مئوية، وعادة عند حوالي 100 درجة مئوية. ويتشكل الأفويليت والسبارايت من خلال التحول التلامسي للحجر الجيري. ويحدث التحول التلامسي من خلال تفاعل الصخور مع الحرارة و/أو السوائل من صهارة بلورة السيليكات القريبة.

### التركيب والخصائص
يمتلك معدن الأفويليت تركيبة أحادية الميل معقدة، ويترابط السيليكون رباعي السطوح في التركيبة البلورية معًا من خلال الترابط الهيدروجيني. كما أن له انفلاقًا بلوريًا مثاليًا يوازي وجوهه الـ (101) وانفلاقًا بلوريًا ضعيفًا يوازي وجوهه الـ (100). وهو معدن ثنائي المحور وتقدر زاويته الـ 2V، القياس من محور بصري واحد إلى المحور البصري الآخر، بـ 50-56 درجة. وعندما يتم فحصه تحت المستقطب المجهري في مجهر البتروجرافيك، فإنه يعرض الألوان البرتقالية من الدرجة الأولى، مما يعطي أقصى انكسار مزدوج يقدر بـ 0.0167 (تم تحديده باستخدام مخطط ميشيل ليفي). والأفويليت هو معدن له خصائص ضوئية إيجابية، بالإضافة إلى أن له مظهرًا منشوريًا بلوريًا. وتحت المجهر، يبدو الأفويليت مثل معدن الـولاستونيت، الذي يوجد في نفس العائلة مثل الأفويليت.
ويتكون الأفويليت من سلاسل مزدوجة تحتوي على الكالسيوم والسيليكون المتعدد السطوح ترتبط ببعضها البعض من خلال اتصال الزوايا والحواف. وهذا يتسبب في تكون الألواح بشكل مستمر موازيًا لأوجه مؤشرات ميلر البلورية الـ[101]. وترتبط الألواح ببعضها البعض عن طريق روابط هيدروجينية وجميعها موصولة بروابط Ca-Si-O (مالك وجيفري 1976). وتوجد كل ذرة كالسيوم في 6 أضعاف التنسيق ثماني السطوح مع الأكسجين، بينما يوجد السيليكون في 4 أضعاف التنسيق رباعي السطوح حول الأكسجين. وحول كل ذرة سيليكون، هناك مجموعة OH واحدة وهناك ثلاث ذرات أكسجين تجاورها. ويتم ترتيب ذرات السيليكون رباعية السطوح بحيث تتشارك في حافة مع الكالسيوم (1) ويتشارك السيليكون (2) الحواف مع ذرات الكالسيوم (2) و (3) المتعددة السطوح. وترتبط ذرات السيليكون رباعية السطوح ببعضها البعض من خلال مجموعة OH ويحدث الترابط الهيدروجيني بين الهيدروجين في المجموعة وذرات السيليكون رباعية السطوح. ويحدث الترابط الهيدروجيني لأن أيون الهيدروجين الموجب ينجذب إلى الأيونات السالبة الشحنة والتي تكون، في هذه الحالة، ذرات السيليكون رباعية السطوح.

## الوجود في شيء متماسك
الأفويليت هو واحد من سيليكات الكالسيوم التي تتكون عندما يوضع أسمنت بورتلاند لتشكيل شيء متماسك. ويحصل الأسمنت على قوته من إماهة السيليكات ثنائية وثلاثية الكالسيوم.